# Konošskij rajon
Il distretto di Konoša (in lingua russa Коношский муниципальный район, letteralmente Konošskij municipal'nyj rajon, in inglese traslitterato come Konoshsky munitsipalnyy rayon) è un rajon (distretto russo) dell'Oblast' di Arcangelo, in Russia.
Il centro amministrativo è la città di Konoša, con circa 15 000 abitanti.

## Città
- Konoša (14954 ab.)
- Vološka (2654 ab.)
- Fominskaja (1437 ab.)
- Ercevo (4326 ab.)
- Klimovskoe (557 ab.)
- Mirnyj (1057 ab.)
- Podjuga (4661 ab.)
- Ponomarevskaja (2021 ab.)